# Gracie Dzienny
Grace Isabella Dzienny, detta Gracie (Toledo, 26 agosto 1995), è un'attrice statunitense.

## Biografia
Ultima di tre fratelli (Cassie e Nick), ha cominciato a fare la modella all'età di cinque anni, dopo aver vinto un concorso della società L'Oréal. Ha quindi proseguito tale carriera, lasciando l'Ohio per New York, dove è comparsa in vari spot pubblicitari. Nel 2010 ha ottenuto il ruolo di Amanda McKay, protagonista femminile della serie televisiva Super Ninja, andata poi in onda sulla rete americana Nickelodeon nel 2011. In seguito è entrata nel cast di altre serie e programmi televisivi della Nickelodeon. Si è dedicata anche al balletto e alla danza moderna, ottenendo vari riconoscimenti. Nel 2017 è entrata a far parte del cast di Bumblebee. Nel 2021 Dzienny viene scelta per interpretare un personaggio ricorrente della serie Jupiter's Legacy ed entra nel cast principale della serie televisiva First Kill.

## Filmografia

### Cinema
- Bumblebee, regia di Travis Knight (2018)

### Televisione
- Super Ninja (Supah Ninjas) – serie TV, 39 episodi (2011-2013)
- Fred: The Show – serie TV, 4 episodi (2012)
- Up All Night – serie TV, 1 episodio (2012)
- Figure It Out – programma TV, 6 puntate (2012)
- See Dad Run – serie TV, 1 episodio (2013)
- AwesomenessTV – serie TV, 1 episodio (2013)
- Chasing Life – serie TV, 14 episodi (2014-2015)
- State of Affairs – serie TV, 2 episodi (2015)
- Zoo – serie TV, 15 episodi (2017)
- All American – serie TV, 1 episodio (2021)
- Jupiter's Legacy – serie TV, 4 episodi (2021)
- First Kill – serie TV, 8 episodi (2022)

## Doppiatrici italiane
Nelle versioni in italiano delle opere in cui ha recitato, Gracie Dzienny è stata doppiata da:
- Veronica Puccio in Bumblebee, Zoo, First Kill
- Gea Riva in Super Ninja
- Claudia E. Scarpa in Chasing Life
- Antilena Nicolizas in Jupiter's Legacy